# Магистраль (маршрутная сеть)
«Магистра́ль» — программа оптимизации маршрутной сети общественного транспорта Москвы. Система официально запущена 8 октября 2016 года. Первоначально была внедрена и развивалась в пределах Садового кольца, но с осени 2018 года проект начал частично реализовываться за пределами ЦАО.
20 ноября 2021 года произошло глобальное обновление сети, в рамках которого обновились все маршруты в пределах ЦАО и ЮАО.

## История

### Реформа в центре Москвы
Расцвет общественного транспорта в центре Москвы пришёлся на 1989 год. В пределах Садового кольца работало 48 маршрутов: 3 трамвайных, 23 троллейбусных и 22 автобусных. К началу 2016 года число трамвайных маршрутов осталось прежним, троллейбусных — сократилось до 17, автобусных осталось 22, но 6 из них ходили только по ночам. Гораздо сильнее пострадала сеть остановок: их число сократилось на 21 % — с 246 до 194; увеличившиеся расстояния между остановками делали наземный транспорт менее удобным для горожан.
Самая масштабная за последние десятилетия реформа транспорта в центре города была нацелена на то, чтобы увеличить пассажиропоток и сделать наземные маршруты конкурентоспособными в сравнении с метро и автомобилями, а также частично разгрузить пересадочные узлы метрополитена. Первые прототипы проекта «Магистраль» начали прорабатывать ещё в 2012 году. Тогда город заказал исследование новой транспортной системы, но счёл нереализуемым предложенный проект с маршрутами через центр города и их разными категориями.
Для работы над «Магистралью» Департамент транспорта Москвы собрал рабочую группу, в которую вошли российские и зарубежные эксперты, в том числе транспортный планировщик Джаретт Уокер, принимавший участие в проектировании наземного транспорта в нескольких десятках городов по всему миру, и компания Mobility in Chain.
При проектировании системы использовались данные, накопленные Центром организации дорожного движения Москвы: интервальность движения транспорта, пассажиропоток, загруженность остановок и количество посадок и высадок на каждой из них, скорости транспорта. Дополнительно анализировалась плотность населения и количество рабочих мест в разных районах и наличие точек притяжения. Для анализа транспортного спроса использовали матрицы корреспонденций — таблицы, в которой обозначены районы отправления, прибытия и количество перемещений между ними. Для определения транспортной доступности района использовался метод изохрон: для конкретной точки или района высчитывается время в пути на конкретном транспорте. Эти решения использовались для измерения интенсивности потока и загрузки участков дорожной сети.

#### Первая очередь
Основной магистралью маршрутной сети в центре стала северная дуга Кремлёвского кольца, от Большого Каменного моста до Лубянской площади. Движение по ней было открыто 1 октября 2016 года. Кроме неё действует ещё 7 выделенных участков. Возобновилось движение по Малой Дмитровке и Большой Никитской. Также в рамках первой очереди «Магистрали» вернули 17 остановок. Весной 2016 года в рамках подготовки к запуску «Магистрали» и в рамках реконструкции по программе благоустройства «Моя улица» был проведён демонтаж нескольких участков контактной сети троллейбусов в центре города, на ряде троллейбусных маршрутов были пущены автобусы.
Официально первая очередь «Магистрали» запущена 8 октября 2016 года, когда заработали выделенные полосы для общественного транспорта, появилась новая нумерация маршрутов и сократились интервалы движения. Специально к открытию на «Магистраль» выпустили дополнительно 370 единиц транспорта.

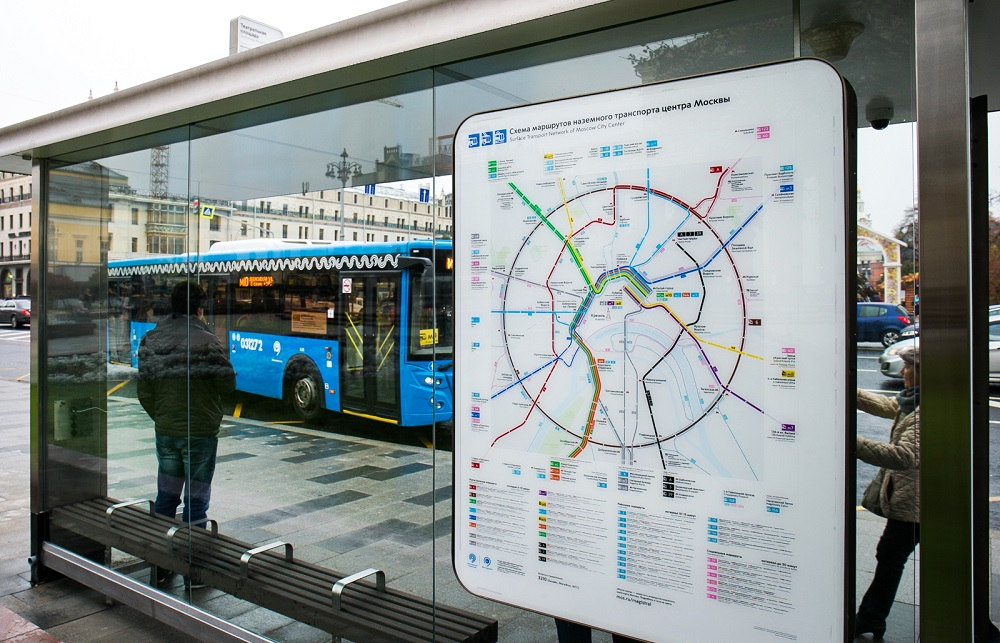
Остановка наземного общественного транспорта в Театральном проезде
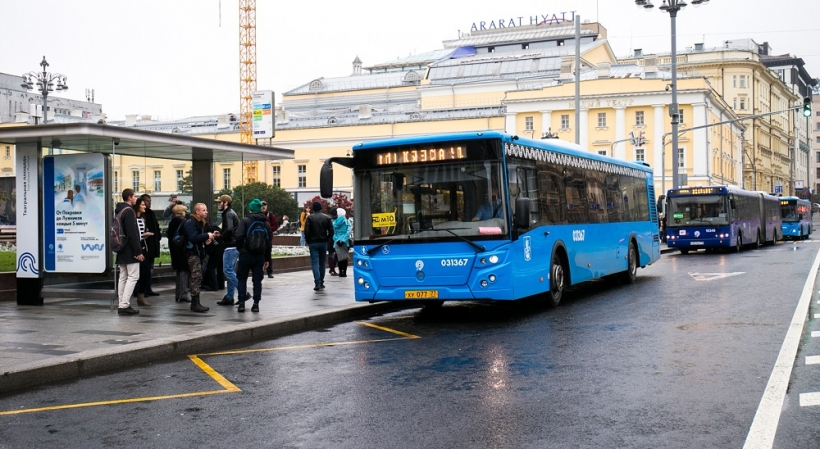
Автобус маршрута № м10 в Театральном проезде
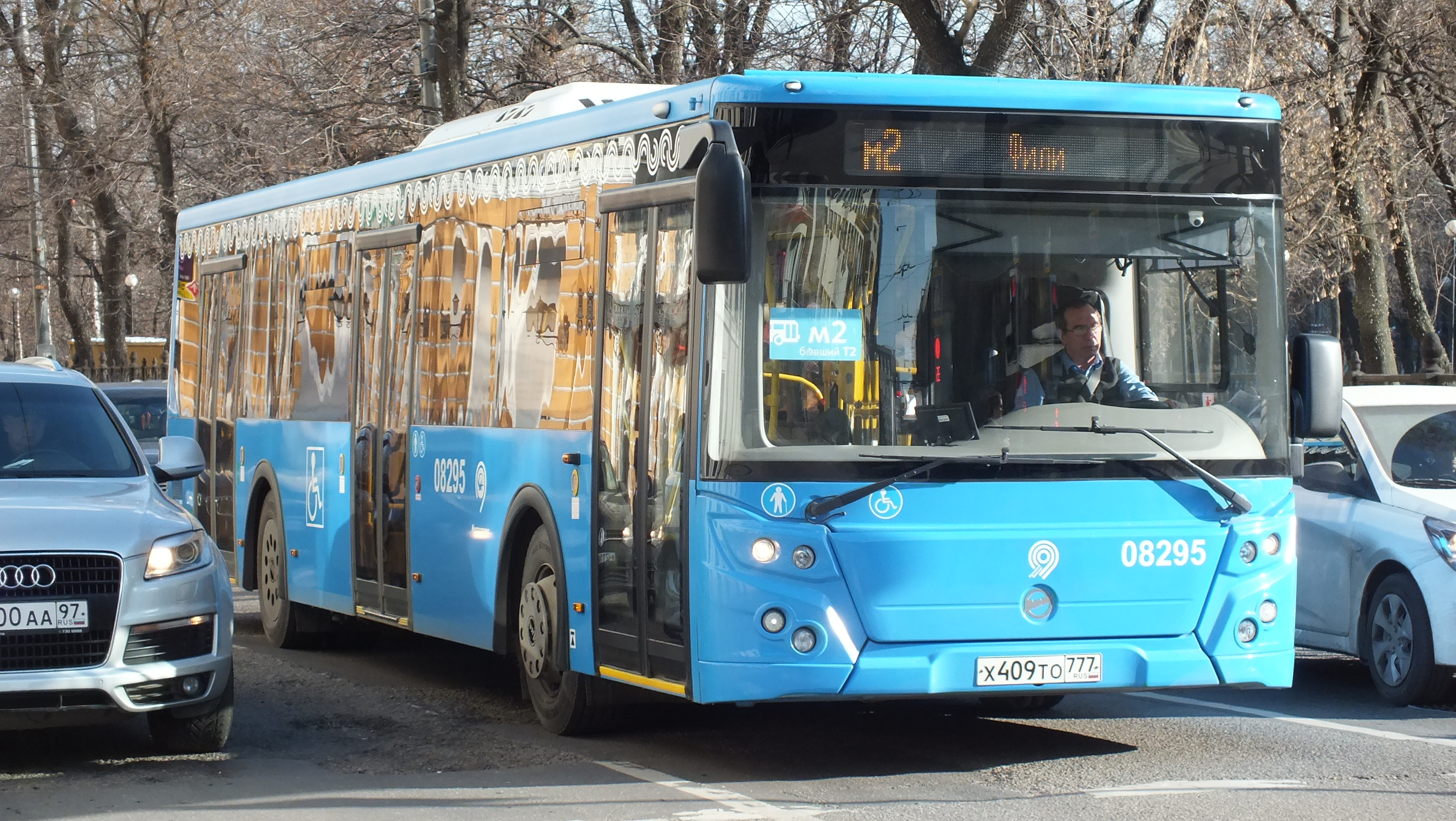
Автобус на маршруте № м2 около станции метро «Китай-город»

#### Вторая очередь
В феврале 2017 года были уточнены некоторые маршруты. Было запланировано, что развитие «Магистрали» продолжится в 2017—2018 годах. Несколько радиальных маршрутов могли быть объединены в диаметральные, а также была бы построена трамвайная линия по проспекту Академика Сахарова и улице Маши Порываевой, которая соединила бы действующие линии на Чистопрудном бульваре и Комсомольской площади.

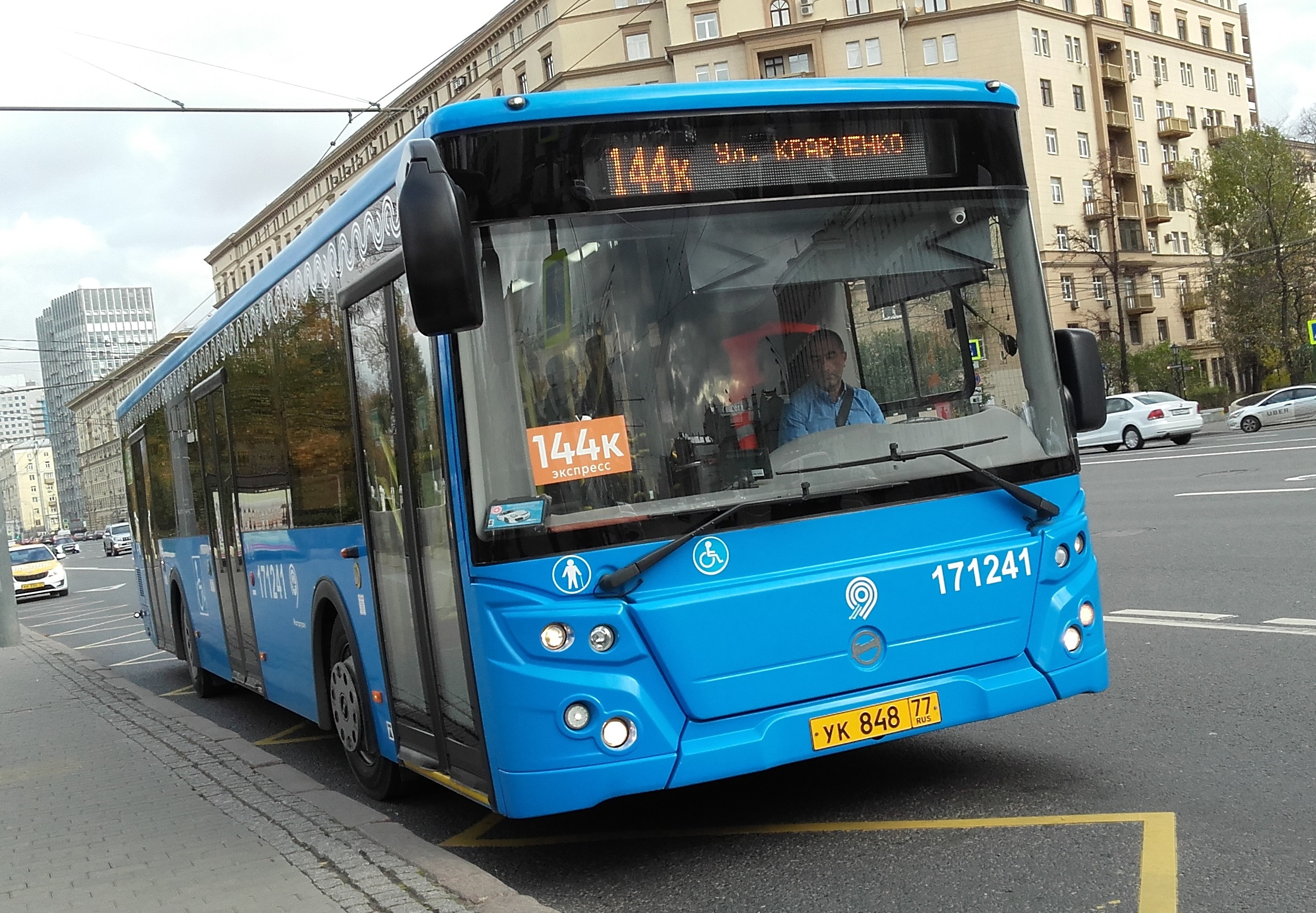
Автобус на маршруте 144к на Ленинском проспекте
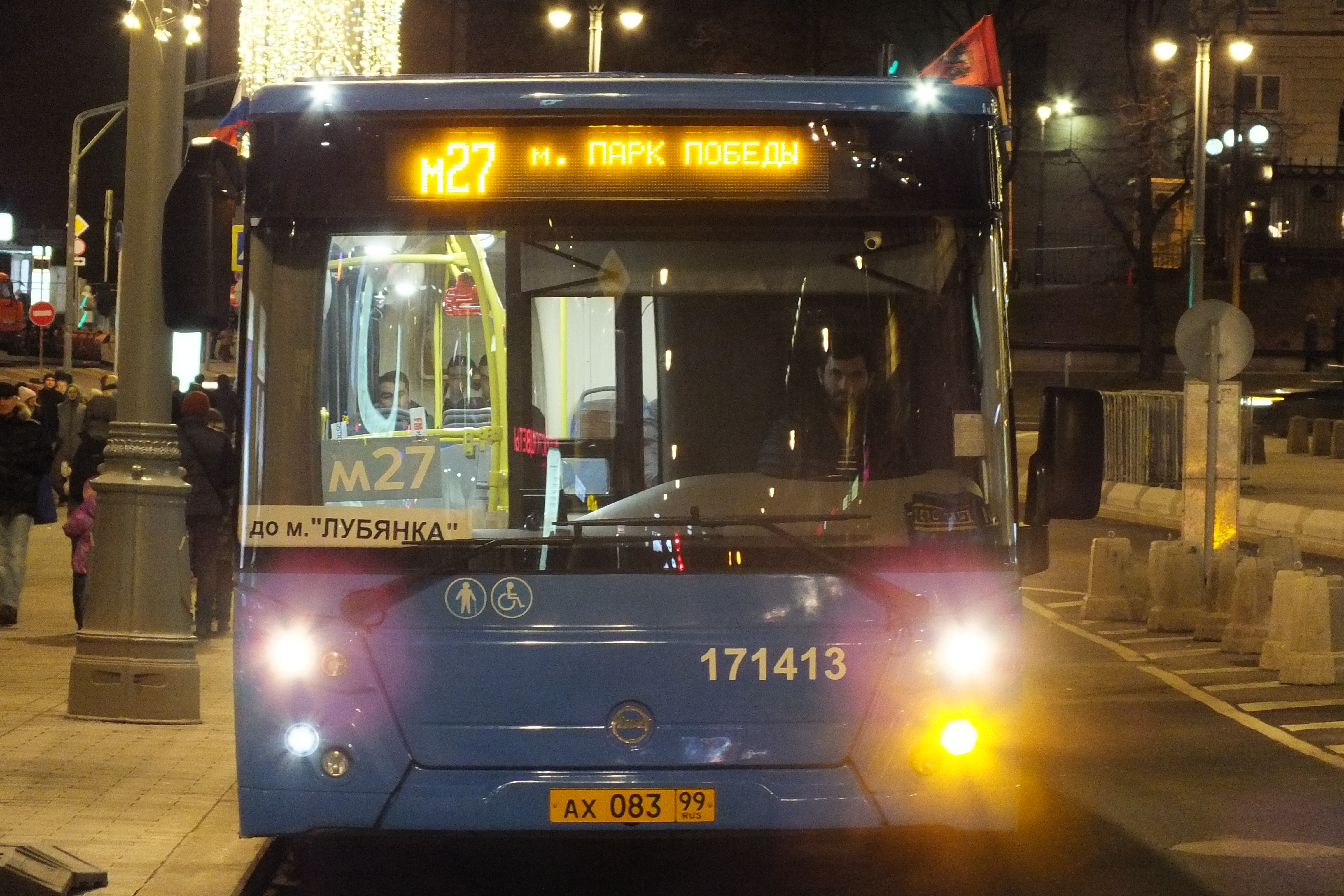
Автобус на маршруте № м27 в районе метро «Китай-город» (Славянская площадь)
- Видеоряд о работе автобусов сети «Магистраль» и выделенных полосах в центре Москвы

#### Третья очередь
1 сентября 2018 года запущена третья очередь сети «Магистраль», в рамках которой за пределами Садового кольца районный автобусный маршрут № 89 был преобразован в магистральный № м89 и изменён по обоим концам. Запуск полноценной выделенной полосы на Волгоградском проспекте состоялся лишь в августе 2019 года. В сентябре 2019 года автобусный маршрут № 503, проходящий в основном через территорию Новой Москвы, был переведён в полуэкспрессный режим работы и фактически стал ещё одним магистральным маршрутом сети. Изменение работы маршрута стало возможным после глобальной реконструкции Калужского шоссе в 14-полосную вылетную магистраль и перераспределения пассажиропотока после продления Сокольнической линии метрополитена в Коммунарку.

### Реформа в общегородском формате

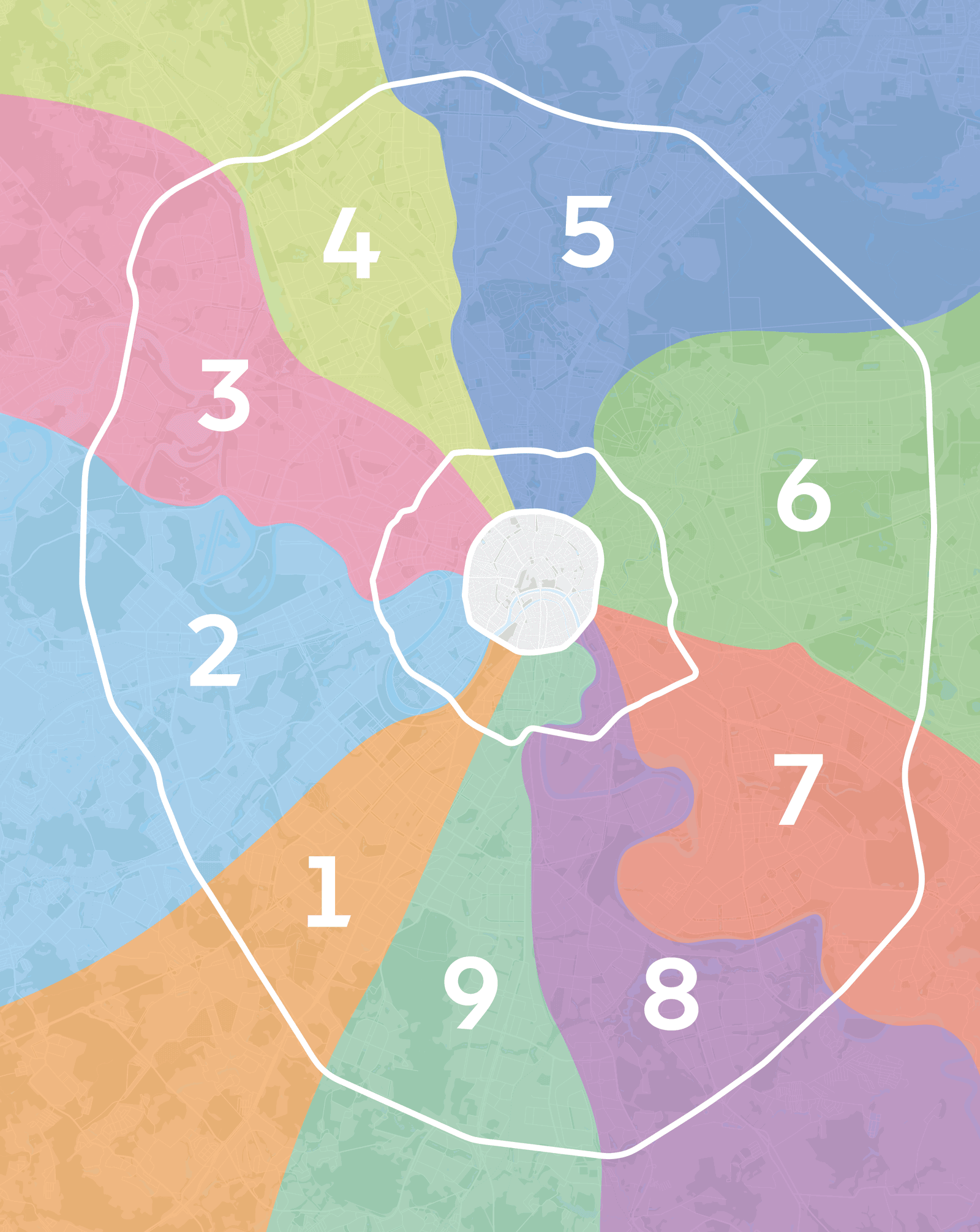
Номера зон маршрутов автобусов и электробусов

#### Первая очередь
20 ноября 2021 года произошёл масштабный перезапуск маршрутной сети в большей части Центрального административного округа и во всём Южном. При этом изменения отчасти затронули также и остальные округа, в основном они коснулись перенумерации отдельных маршрутов в качестве задела под дальнейший перезапуск маршрутной сети в остальных частях Москвы. В Южном округе подавляющее большинство номеров автобусных маршрутов стало иметь в качестве первой цифры в номере цифру «8» либо цифру «9» (в западной части ЮАО) как индикатор географической принадлежности к определённому сектору Москвы. Компенсационные автобусные маршруты также получили кодификацию по «Магистрали»: маршруты серии 0хх — преимущественно районные, КМ — магистральные.

#### Отмена второй очереди и новый порядок ввода
С 2022 года, в связи с уходом компании-разработчика общегородского формата «Магистрали» с российского рынка, изменение и перенумерация маршрутов производятся при очередном перезаключении брутто-контрактов и затрагивает маршруты и в остальных округах Москвы, даже в тех, где к моменту ухода разработчика с рынка так и не была проведена официально. В отличие от предыдущего плана, который был разработан правительством Москвы, изменения производятся в точечном режиме со средней периодичностью раз в 1—2 недели.

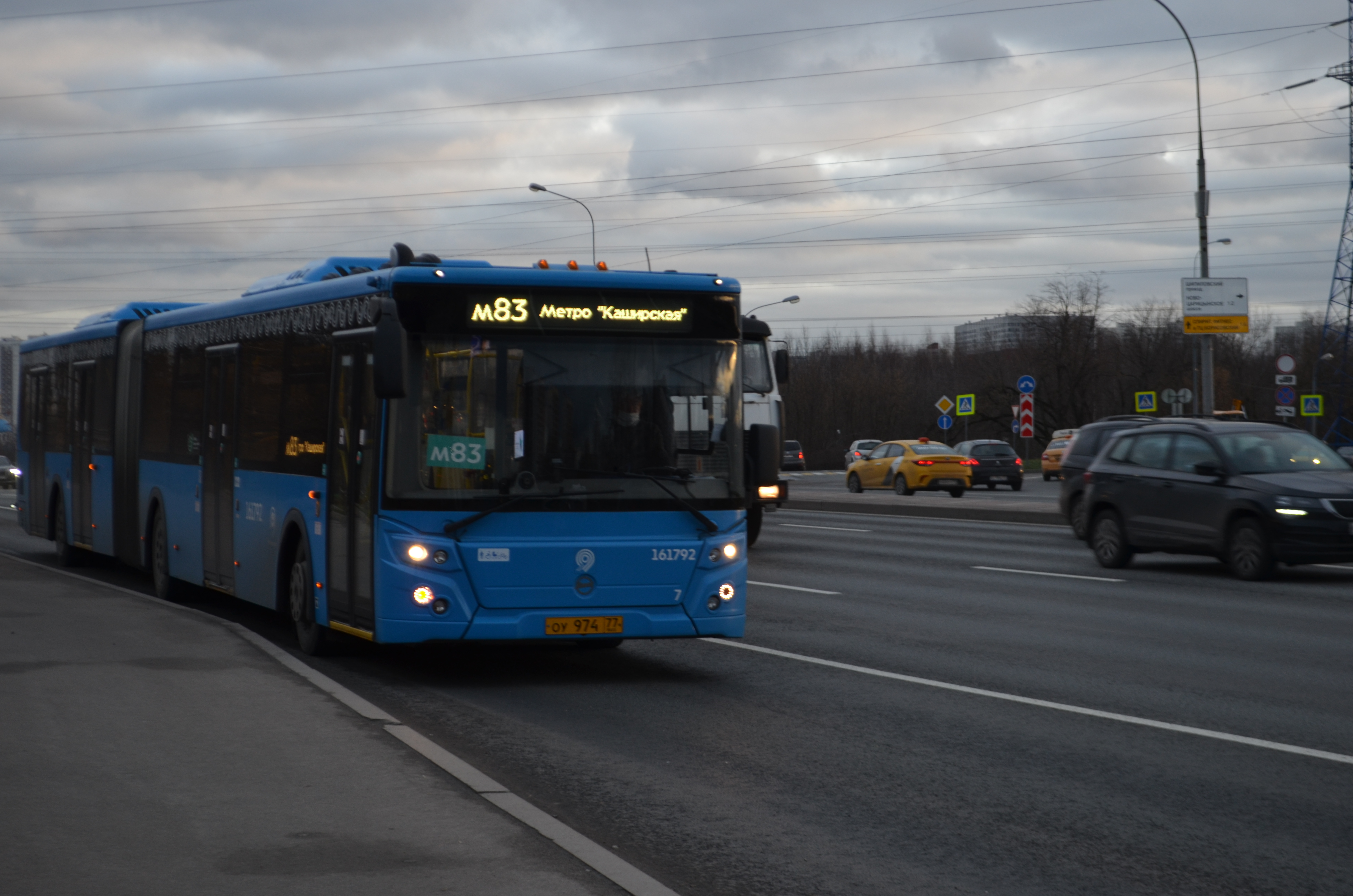
Автобус маршрута № м83 (продлённый маршрут № 709) подъезжает к остановке «Сабурово» на Каширском шоссе 21 ноября 2022 года
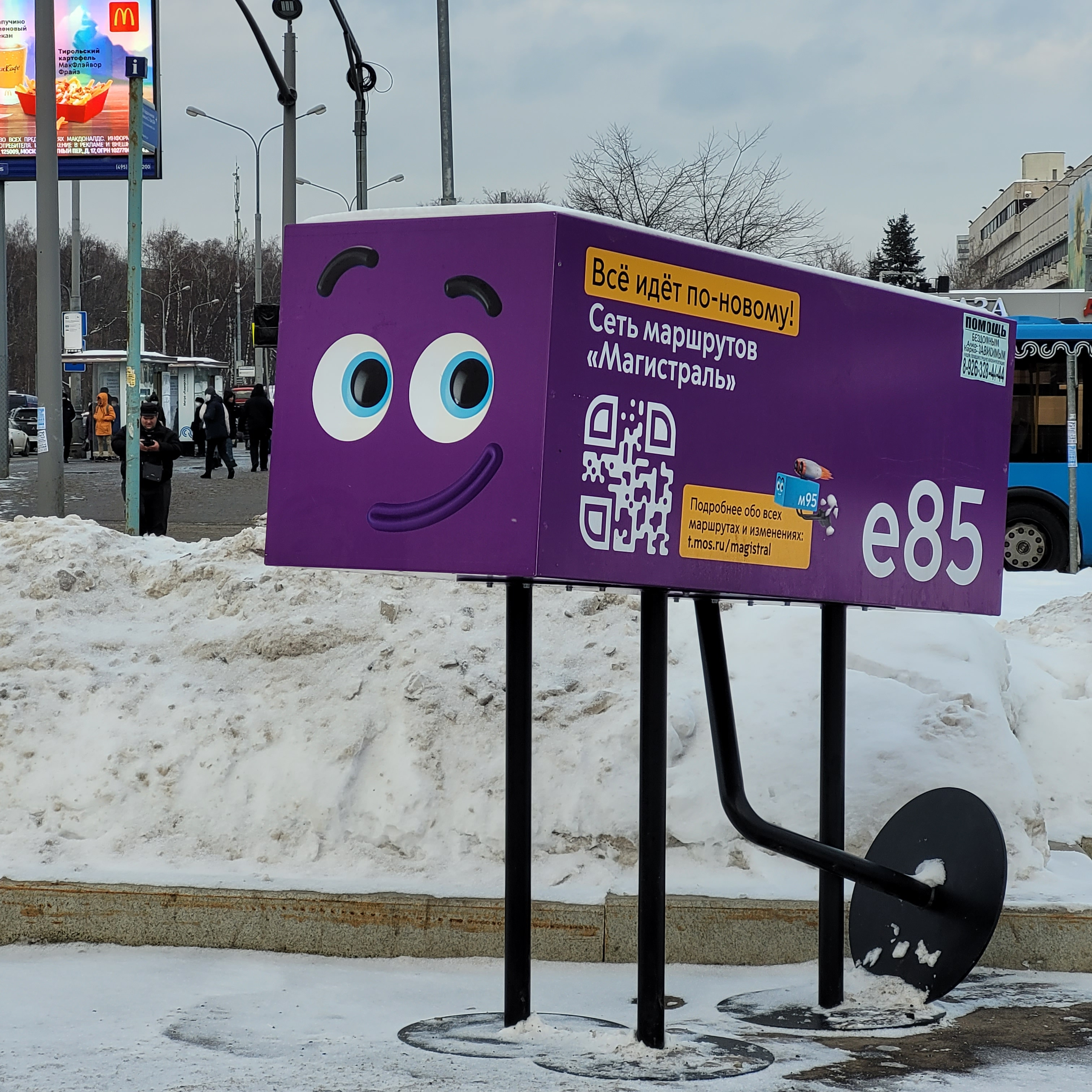
Талисман маршрута № е85 у метро «Каширская»

## Маршруты
| №    | Маршрут                                                 | Основная трасса следования | Промежуточные станции метро, МЦК и МЦД | Примечания |
| ---- | ------------------------------------------------------- | --- | --- | --- |
| Б    | Садовое кольцо                                          | Садовое кольцо | Смоленская, Маяковская, Сухаревская, Красные Ворота, Курская, Таганская, Павелецкая, Добрынинская, Октябрьская, Парк культуры                                 | Бывшие троллейбусы Б (против часовой стрелки) и Бк (по часовой стрелке)                                                                                                  |
| м1   | Новаторская — Больница РЖД                              | Ленинский проспект, Большая Якиманка, Большая Полянка, Серафимовича, Моховая, Тверская, 1-я Тверская-Ямская, Ленинградский проспект, Волоколамское шоссе | Ленинский проспект, Октябрьская, Библиотека имени Ленина, Охотный Ряд, Пушкинская, Маяковская, Белорусская, Динамо, Аэропорт, Сокол                           | Бывший т1, ранее троллейбусы 1 и 33 |
| м1к  | Новаторская — Сокол                                     | Ленинский проспект, Большая Якиманка, Большая Полянка, Серафимовича, Моховая, Тверская, 1-я Тверская-Ямская, Ленинградский проспект | Ленинский проспект, Октябрьская, Библиотека имени Ленина, Охотный Ряд, Пушкинская, Маяковская, Белорусская, Динамо, Аэропорт                                  | В парк |
| м2   | Парк Победы — Владыкино                                 | Кутузовский проспект, Новый Арбат, Моховая, Охотный Ряд, Театральный проезд, Большая Лубянка, Сретенка, проспект Мира, Останкинский проезд, Академика Королёва, Ботаническая, Станционная | Кутузовская, Библиотека имени Ленина, Охотный Ряд, Лубянка, Сухаревская, Проспект Мира, Рижская, Алексеевская, ВДНХ                                           | Бывший м9, продлённый от метро «Китай-город», ранее т9, продлённый от Лубянки                                                                                            |
| м3   | Серебряный Бор — Проспект Будённого                     | Таманская, проспект Маршала Жукова, Мнёвники, Звенигородское шоссе, Красная Пресня, Баррикадная, Большая Никитская, Моховая, Охотный Ряд, Театральный проезд, Новая и Старая площади / Лубянский проезд, Маросейка, Покровка, Старая Басманная, Спартаковская, Бакунинская, Большая Семёновская, проспект Будённого                                                                          | Улица 1905 года, Краснопресненская, Охотный Ряд, Лубянка, Китай-город, Бауманская, Электрозаводская                                                           | Бывший т25, продлённый от Лубянки |
| м3а  | Серебряный бор — Улица 1905 года                        | Таманская, проспект Маршала Жукова, Мнёвники, Звенигородское шоссе | | Ночной |
| м3к  | Проспект Будённого — Лубянка                            | Новая и Старая площади / Лубянский проезд, Маросейка, Покровка, Старая Басманная, Спартаковская, Бакунинская, Большая Семёновская, проспект Будённого | Китай-город, Бауманская, Электрозаводская | Бывший т25 |
| м5   | Стадион «Лужники» — Достоевская                         | Хамовнический Вал, Комсомольский проспект, Остоженка, Бульварное кольцо, Цветной бульвар, Олимпийский проспект / Самотёчная | Лужники, Фрунзенская, Парк культуры, Кропоткинская, Арбатская, Чеховская, Трубная                                                                             | Бывший А, продлённый к метро «Достоевская» |
| м6   | Стадион «Лужники» — Дангауэровка                        | Хамовнический Вал, Доватора, 10-летия Октября, Большая Пироговская, Зубовская, Пречистенка, Волхонка, Моховая, Охотный Ряд, Театральный проезд, Новая и Старая площади / Лубянский проезд, Солянский проезд, Солянка, Яузская, Николоямская, Сергия Радонежского, бульвар Энтузиастов, шоссе Энтузиастов, 2-й Кабельный проезд, 2-я Кабельная улица, Авиамоторная улица, 5-я Кабельная улица | Лужники, Фрунзенская, Парк культуры, Кропоткинская, Библиотека имени Ленина, Охотный Ряд, Лубянка, Китай-город, Площадь Ильича, Москва-Товарная, Авиамоторная | Бывший м8, продлённый от метро «Китай-город», ранее троллейбус м8, сокращённый от метро «Лубянка», ранее троллейбус 45                                                   |
| м7   | Стахановская — Парк «Фили»                              | Рязанский проспект, Нижегородская, Таганская, Верхняя Радищевская, Яузская, Солянка, Старая и Новая площади / Лубянский проезд, Театральный проезд, Охотный Ряд, Моховая, Воздвиженка, Новый Арбат, Кутузовский проспект, Барклая | Нижегородская, Калитники, Марксистская, Китай-город, Лубянка, Охотный Ряд, Библиотека имени Ленина, Арбатская, Кутузовская, Парк Победы, Багратионовская      | Бывший м27, также м2 и м7, ранее т2, переставший ходить по Гоголевскому бульвару и Пречистенской набережной (спрямлённый по Воздвиженке), и троллейбус 63 соответственно |
| м9   | Рижский вокзал — Улица Тюфелева Роща                    | Проспект Мира, Сретенка, Большая Лубянка, Театральный проезд, Охотный Ряд, Моховая, Серафимовича, Большая Полянка, Люсиновская / Большая Серпуховская, Павловская и Подольское шоссе, Большая Тульская, проспект Лихачёва | Проспект Мира, Сухаревская, Лубянка, Охотный Ряд, Библиотека имени Ленина, Полянка, Добрынинская, Тульская                                                    | Из-за строительства станции метро «ЗИЛ» автобус временно не походит к ЗИЛ                                                                                                |
| м16  | Озёрная — Октябрьская                                   | Никулинская, Покрышкина, 26 Бакинских Комиссаров, Ленинский проспект | Юго-Западная, Новаторская, Ленинский проспект | Бывший м4, ранее троллейбус м4, ранее троллейбусы 62 и 84 |
| м17  | Озёрная — Киевский вокзал                               | Мичуринский проспект, Ломоносовский проспект, Мосфильмовская, Воробьёвское шоссе, Бережковская набережная | Мичуринский проспект, Раменки, Ломоносовский проспект | |
| м19  | Якорная улица — Ломоносовский проспект                  | Якорная, Судостроительная, Кленовый бульвар, Новинки, проспект Андропова, Садовники, Академика Миллионщикова, Коломенский проезд, Нахимовский проспект, Ломоносовский проспект, Лебедева, Академика Хохлова, Менделеевская | Кленовый бульвар, Коломенская, Нахимовский проспект, Профсоюзная, Университет                                                                                 | Бывший 219, продлённый от метро «Профсоюзная» |
| м23  | Парк Победы — Панфиловская                              | 1812 года, Проектируемый проезд № 86, Проектируемый проезд № 1824, Проектируемый проезд № 1033, Проектируемый проезд № 2123, Проектируемый проезд № 2017, Новофилёвский проезд, Филёвский бульвар, Проектируемый проезд № 1166, Народного Ополчения | Мнёвники, Октябрьское Поле | Бывший т61, продлённый от Карамышевской набережной до метро «Парк Победы», ранее троллейбус 61                                                                           |
| м27  | 5-й микрорайон Тёплого Стана — Олимпийская деревня      | Генерала Тюленева, Профсоюзная, Тёплый Стан, Академика Варги, Теплостанский проезд, Ленинский проспект, проспект Вернадского, Коштоянца, Академика Анохина, Никулинский проезд, проезд Олимпийской Деревни | Тёплый Стан, Генерала Тюленева, Тропарёво, Юго-Западная | Бывший 227 |
| м31  | Башни Око и Нева — Краснопресненская                    | 1-й Красногвардейский проезд, Мантулинская, Рочдельская, Николаева, Краснопресненская набережная, Конюшковская | Деловой центр | |
| м32  | Башни Око и Нева — Савёловская                          | 1-й Красногвардейский проезд, Шмитовский проезд, Трёхгорный Вал, Пресненский Вал, Грузинский Вал, Бутырский Вал | Деловой центр, Улица 1905 года, Белорусская | |
| м34  | Филёвский парк — Белорусский вокзал                     | Минская, Большая Филёвская, Шмитовский проезд, Трёхгорный Вал, Пресненский Вал, Грузинский Вал | Филёвский парк, Шелепиха, Улица 1905 года | Бывший т54, ранее троллейбус 54 |
| м35  | Крылатское — Краснопресненская                          | Осенний бульвар, Рубежный проезд, Крылатские Холмы, Осенняя, Крылатская, проспект Маршала Жукова, Хорошёвское шоссе, 1905 года, Красная Пресня | Крылатское, Народное Ополчение, Хорошёво, Полежаевская, Беговая, Улица 1905 года                                                                              | Бывшие т35 (частично) и 850 |
| м40  | Лобненская улица — Китай-город                          | Лобненская, Клязьминская, Карельский бульвар, Софьи Ковалевской, Бескудниковский бульвар, Дмитровское шоссе, Бутырская, Новослободская, Долгоруковская, Малая Дмитровка, Тверская, Охотный Ряд, Театральный проезд, Новая и Старая площади / Лубянский проезд | Верхние Лихоборы, Петровско-Разумовская, Тимирязевская, Дмитровская, Савёловская, Новослободская, Тверская, Охотный Ряд, Лубянка                              | Бывший м10, ранее 206, продленный от Савёловского вокзала |
| м44  | Лобненская улица — Платформа Лось                       | Лобненская, Клязьминская, Вагоноремонтная, Дмитровское шоссе, Лианозовский проезд, Череповецкая, Лескова, Широкая, Малыгина, Анадырский проезд | Лианозово, Алтуфьево, Медведково | Бывший 774 |
| м44к | 6-й микрорайон Бибирева — Платформа Лось                | Алтуфьевское шоссе, Лескова, Широкая, Малыгина, Анадырский проезд | Алтуфьево, Медведково | Бывший т80 |
| м53  | ВДНХ (главный вход) — Трубная                           | Цветной бульвар, Олимпийский проспект (и Самотёчная — в центр), Трифоновская, Советской Армии, Шереметьевская, Новомосковская, Акадмика Королёва, Продольный проезд / проспект Мира и Останкинский проезд | Марьина Роща | Бывший т13, проходящий через метро «ВДНХ» |
| м54  | Верхние Лихоборы — Станция Лосиноостровская             | Лётчика Осканова, проектируемый проезд № 2236, Хачатуряна, Северный бульвар, проезд Дежнёва, Менжинского | Отрадное, Бабушкинская | Бывший 880, продлённый от микрорайона 4 «Д» Отрадного |
| м57  | Осташковская улица — Речной вокзал                      | Широкая, Плещеева, Бибиревская, Инженерная, Бескудниковский путепровод, 800-летия Москвы, Талдомская, Фестивальная | Медведково, Бибирево, Яхромская | Бывшие 278 и 857, объединённые после открытия путепровода над Бескудниково                                                                                               |
| м57к | Речной вокзал — Районный центр Марс                     | Фестивальная, Талдомская, 800-летия Москвы, Бескудниковский путепровод, Инженерная, Алтуфьевское шоссе | Яхромская | В парк |
| м60  | Уссурийская улица — Комсомольская                       | Хабаровская, Щёлковское шоссе, Большая Черкизовская, Преображенская, Стромынка, Русаковская | Щёлковская, Черкизовская, Преображенская площадь, Сокольники, Митьково, Красносельская                                                                        | Бывшие т41 и т83 |
| м60к | Уссурийская улица — Черкизовская                        | Хабаровская, Щёлковское шоссе | Щёлковская | |
| м64  | Ивановское — Выхино                                     | Саянская, Свободный проспект, Новогиреевский путепровод, Вешняковская, Красный Казанец | Новогиреево, Новогиреево | Бывший т64, ранее троллейбус 64 |
| м72  | Братиславская — Капотня                                 | Перерва, Белореченская, Верхние Поля, Капотня, 1-й Капотнинский проезд, Ивана Гераськина | | Бывшие 112 и 112э |
| м74  | Курьяново — Новогиреево                                 | Проектируемый проезд № 6279, Донецкая, Нижняя Поля, Люблинская, Судакова, Краснодонская, Маршала Чуйкова, Юных Ленинцев, Зеленодольская / Жигулёвская / Зеленодольский проезд, Фёдора Полетаева, Окская, Паперника, Красный Казанец, Вешняковская, Старый Гай, Кетчерская | Волжская, Кузьминки, Окская, Вешняки, Выхино, | Бывший т74, продлённый от МЦД «Вешняки», ранее троллейбус 74, продлённый от Марьино и метро "Кузьминки"                                                                  |
| м77  | Каширское шоссе — МКАД — Текстильщики                   | Каширское шоссе, Ясеневая, Мусы Джалиля, Бесединское шоссе, Люблинская | Красногвардейская, Шипиловская, Марьино, Люблино, Печатники                                                                                                   | Бывший 623, продлённый от метро «Красногвардейская» |
| м78  | Орехово — Выхино                                        | Шипиловский проезд, Ореховый бульвар, Кустанайская, Шипиловская, Задонский проезд, Красный Луг, Бесединское шоссе, МКАД, Волгоградский проспект, Ташкентская, Хлобыстова | Домодедовская, Красногвардейская, Юго-Восточная | |
| м79  | 6-й микрорайон Жулебина — 13-я городская больница       | Привольная, Генерала Кузнецова, Авиаконструктора Миля, Маршала Полубоярова, Новорязанское шоссе, Волгоградский проспект, 2-я Машиностроения, Новоостаповская | Жулебино, Котельники, Кузьминки, Текстильщики, Угрешская, Дубровка,                                                                                           | Бывший м89, позднее продлён от метро «Дубровка» |
| м82  | 14-й микрорайон Орехово-Борисова — 6-я Радиальная улица | Ясеневая, Ореховый бульвар, Задонский проезд, Шипиловская, Новоцарицынское шоссе, Тюрина, Прохладная, 1-я Радиальная и Спортивная и 6-я Радиальная / проезд Кошкина | Красногвардейская, Шипиловская, Царицыно | |
| м83  | Каширская — 6-й микрорайон Орехово-Борисова             | Шипиловский проезд, Шипиловская, Маршала Захарова, Каширское шоссе, Маршала Шестопалова | Орехово, Москворечье | Бывший 709, продлённый от метро «Орехово» до 6 м/р Орехово-Борисова |
| м84  | Калужская — Сабурово                                    | Профсоюзная, Обручева, Балаклавский проспект, Кантемировская, Кавказский бульвар, Медиков, Каспийская | Чертановская, Москворечье | Бывший 784, продлённый до остановки «Сабурово» |
| м86  | Красногвардейская — Добрынинская                        | Ореховый бульвар, Мусы Джалиля, Шипиловская, Борисовский проезд, Каширское шоссе, Варшавское шоссе, Подольское шоссе и Павловская и Большая Серпуховская / Люсиновская | Шипиловская, Москворечье, Каширская, Нагатинская, Верхние Котлы, Тульская                                                                                     | Бывший т71, продлённый к метро «Красногвардейская», ранее троллейбус 71 и 67к                                                                                            |
| м87  | Загорьевская улица — Царицыно                           | Загорьевская, Лебедянская, Липецкая, Каспийская | | Бывший 761, продлённый от 6-го микрорайона Загорья |
| м88  | Платформа Бирюлёво-Пассажирская — Царицыно              | Михневская, Михневский проезд, Загорьевский проезд, Ягодная, Загорьевская, Бирюлёвская, Лебедянская, Липецкая, Каспийская | | Бывший 690, сокращённый от метро «Кантемировская» до метро «Царицыно» |
| м89  | Загорьевская улица — Кантемировская                     | Загорьевская, Лебедянская, Михневская, Бирюлёвская, Элеваторная, Липецкая, Каспийская, Медиков, Кавказский бульвар, Пролетарский проспект | Царицыно | Бывший 701, сокращённый от метро «Каширская» и позднее продлённый от 6-го микрорайона Загорья                                                                            |
| м89к | Платформа Бирюлёво-Пассажирская — Царицыно              | Михневская, Лебедянская, Бирюлёвская, Проектируемый проезд № 5108 / Элеваторная, Липецкая, Каспийская, Севанская, Товарищеская | | |
| м90  | Беляево — Лубянка                                       | Миклухо-Маклая, Введенского, Обручева, Севастопольский проспект, Загородное шоссе, Большая Тульская, Люсиновская / Мытная, Лестева и Большая Серпуховская, Пятницкая, Варварка, Лубянский проезд / Новая и Старая площади | Зюзино, Крымская, Тульская, Добрынинская, Третьяковская, Китай-город                                                                                          | |
| м90к | Беляево — Улица Введенского, 8                          | Миклухо-Маклая, Введенского | | В парк |
| м95  | Коктебельская улица — Даниловский рынок                 | Старокачаловская, Варшавское шоссе, Большая Тульская | Аннино, Улица Академика Янгеля, Пражская, Южная, Варшавская, Нагатинская, Верхние Котлы, Тульская                                                             | Бывший т40, идущий до Даниловского рынка вместо Велозаводской улицы, ранее троллейбус 40, продлённый от Аннино до Коктебельской улицы                                    |
| м95к | Коктебельская улица — Пражская                          | Старокачаловская, Варшавское шоссе | Аннино, Улица Академика Янгеля | В парк |
| м96  | Шаблон:НОТ Москвы                                       | Востряковский проезд, Булатниковский проезд, Булатниковская, Медынская, Харьковская, Подольских Курсантов, Красного Маяка | Шаблон:ММ, Шаблон:ММ | Бывший 296, продлённый от метро «Пражская» |
| м97  | Шаблон:НОТ Москвы                                       | Востряковский проезд, Булатниковский проезд, Медынская, Харьковская, Подольских Курсантов, Красного Маяка, Кировоградская, Сумская, Чертановская, Днепропетровская | Шаблон:ММ, Шаблон:ММ, Шаблон:ММ | |
| 024  | Шаблон:НОТ Москвы                                       | Радио, Елизаветинский переулок, набережная Академика Туполева, Сыромятническая набережная, Костомаровский переулок, 3-й Сыромятнический переулок, Верхняя Сыромятническая, Земляной Вал, Старая Басманная, Доброслободская, Радио | | Временный на замену трамвая 24. Бесплатный |

## Критика
При запуске «Магистрали» отмечали ряд проблем: недостаточное оповещение о грядущих изменениях и неинформативные расписания на остановках, большое число переименований остановочных пунктов. На несколько месяцев снизилась транспортная доступность острова в Замоскворечье, известного также как Болотный или Балчуг. При этом ввод новой маршрутной сети был позитивно встречен студенческим союзом Консерватории имени П. И. Чайковского, для которой запуск автобусного маршрута № м6 улучшил транспортную доступность общежития консерватории.
Также через несколько недель после запуска обнаружилось, что на части маршрутов интервалы движения не соответствуют нормативным или действуют только в определённые дни и часы; актуальная информация недоступна на остановках. Транспорт, следующий по выделенным полосам, часто упирается в пробки или вовсе останавливается на время следования правительственных кортежей, что сбивает расписание и вынуждает диспетчеров укорачивать маршрут движения.
Критике подвергли замену ряда троллейбусных маршрутов автобусами, а также то, что некоторые маршруты, изначально заявленные как троллейбусные, остались после запуска «Магистрали» автобусными.
Глобальные изменения 20 ноября 2021 года, произошедшие в ЮАО и ЦАО, также породили много критики от жителей Москвы. Для многих пассажиров массовые изменения стали неожиданностью, люди о них узнавали часто прямо на остановках общественного транспорта. Некоторые молодые пассажиры отмечали, что даже им сложно разобраться во всех нововведениях системы, не говоря о людях старшего поколения, тех же пенсионерах, которые проводят меньше времени в Интернете. Кроме того, несмотря на намерения повышения скорости наземного транспорта «за счёт выпрямления и изменения маршрутов, перенастройки светофоров и запуска выделенных полос», по факту пассажирам, проживающим вне крупных автомагистралей, стало менее удобно из-за отсутствия магистральных маршрутов (с интервалами до 10 минут) на данных улицах. В пример приводятся варианты с районом Чертаново Центральное (в том числе и с конечной точкой в ЮЗАО), в которых в старой системе не требовалось пересадки на другие маршруты, но и более того, по времени это выходило быстрее, чем в новой системе, где требуется 1-2 пересадки.